# 宝鸡青铜器博物院
宝鸡青铜器博物院，原称宝鸡青铜器博物馆，是一家坐落于中国陕西省宝鸡市的国家一级博物馆，是中国最大的的青铜器专题博物馆。馆内收藏有宝鸡市各区县出土的一千多件青铜器，其中不乏墙盘、何尊等禁止出境展览文物、国家一级文物。

## 历史
宝鸡青铜器博物院的前身是1956年的宝鸡市文物历史陈列室，1958年更名为宝鸡市博物馆，馆址坐落在金台观内。1990年，宝鸡市开始筹建宝鸡青铜器博物馆，馆址位于宝鸡市公园南路西侧。1998年9月8日，宝鸡青铜器博物馆建成并正式开放，是中国首座以青铜器命名的青铜文化专题博物馆。2010年9月28日新馆落成，并更名为宝鸡青铜器博物院。新馆位于宝鸡市滨河大道石鼓山中华石鼓园内。
2010年3月9日起，宝鸡青铜器博物院向社会公众免费开放。
2017年1月19日，中国博物馆协会第六届七次理事长会议审议核准，宝鸡青铜器博物院为第三批国家一级博物馆。

## 主要展厅

### 青铜器之乡
作为青铜器之乡的宝鸡，以窖藏众多最为特色。第一展厅通过大量窖藏出土青铜器的展示，展现宝鸡青铜器之盛。展厅面积606平方米，共展出文物260件。分为杨家村文物陈列展区、宝鸡其他青铜器文物展区、青铜器之乡主题陈列区和周之溯源板块四个部分，通过青铜器的展示将这一伟大时代浓缩在同一个空间之中。展览从出土文物的“数量多”、“历史久”、“铭文精”三个方面，展现宝鸡青铜器之盛，全面阐释了宝鸡“青铜器之乡”美誉的由来。

### 周礼之邦
周王朝文化的核心是其礼仪制度，第二展厅以对周礼的追溯和阐释为线索，以寓意周人宗法制的青铜树为开篇，阐明宗法礼制中的大宗、小宗的含义。展厅面积947平方米，共展出文物688件。以方正分隔板块，以西周殿堂为中心，四周分陈西周的创立和周礼的各个方面，厉王胡簋、墙盘、何尊等珍品散落其中，虚实之间，向人展示周公礼制下的钟鸣鼎食、尊卑有序的主流社会生活形态。

### 帝国之路
第三展厅以周王室的衰败和东迁为背景，以秦帝国的崛起之路为展陈线索，切割出曲折流转的空间脉落。展厅面积947平方米，共展出文物360件。以西周的尾声作为展览的开篇，逐次展现非子养马、襄公立国、文公东猎、武公创县、宣公刻石、穆公称霸以及始皇加冕的历史节点。在两个族群发展的此消彼长之间，体验一场民族历史的兴衰之旅。重点展示秦公镈，以描述秦王族的兴盛，突出秦世族的逐渐强大，展现秦“帝国之路”的重要场面。

### 智慧之光
第四展厅定位于青铜器相关知识的传播，以圆中有圆的四环同心式分割空间。展厅面积606平方米，共展出文物160件。以单元叙说为逻辑构成，结合器物图文的静态展陈，漫画语言呈现的电子互动桌面，视觉冲击力强的宽幅系统，生动有趣的作坊体验，多层面多角度地诠释青铜器从制模翻范到铸造成器的完整工艺。重点展示青铜器动物世界及国宝折觥，展现青铜器造型及纹饰的独特艺术神韵，突出青铜文化的艺术特色。

## 争议
2014年10月14日至2015年5月8日，宝鸡青铜器博物院与华达佛教艺术博物馆在馆内举办临时展览“一沙一世界——佛教文化与艺术展”。《华商报》报道称，有文物专业人士指出，展厅中来自华达佛教艺术博物馆的藏品以赝品居多，甚至有专家认为全是赝品。还有专业人士批评说，华达提供的很多展品只是低级的仿制品、地摊货。华达佛教艺术博物馆回应称，该馆是艺术博物馆而非文物博物馆，并不保证藏品是真品。宝鸡青铜器博物院策展人称，佛像的真假与年代并不重要，这个展览以文化艺术为题，华达的藏品很精美。